# Бут-1-ин
Бут-1-ин - це алкін з хімічною формулою {\displaystyle {\ce {HC#C-CH2-CH3}}}.

## Фізичні властивості
За звичайних умов є безбарвним газом. Температура плавлення - -130,5оС, температура кипіння - 8 оС. Відносна густина - 0,668(0оС).

## Хімічні властивості
Як і всі алкіни, може відновлюватися воднем:
{\displaystyle {\ce {C2H5-C#CH + H2 ->[Ni, Pt, Pd]C2H5-CH=CH2 + H2 ->[Ni, Pt, Pd] CH3-CH2-CH2-CH3}}}

Також може приєднувати галогени в присутності хлориду заліза(III). При цьому утворюється суміш цис- та транс-ізомерів:

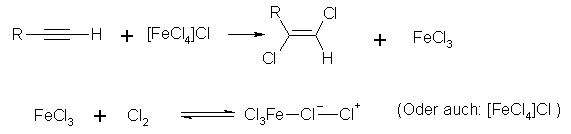
Хлорування

У кислому середовищі та в присутності іонів ртуті може приєднувати воду з утворенням метилетилкетону:
{\displaystyle {\ce {C2H5-C#CH +H2O ->[H^+, Hg^2+]C2H5-COH=CH2->C2H5-CO-CH3}}}
При нагріванні в лужному середовищі до 170оС ізомеризується в бут-2-ин.